# Вулиці Трускавця
Список вулиць Трускавця. У місті налічується 60 вулиць, бульварів, площ та провулків.

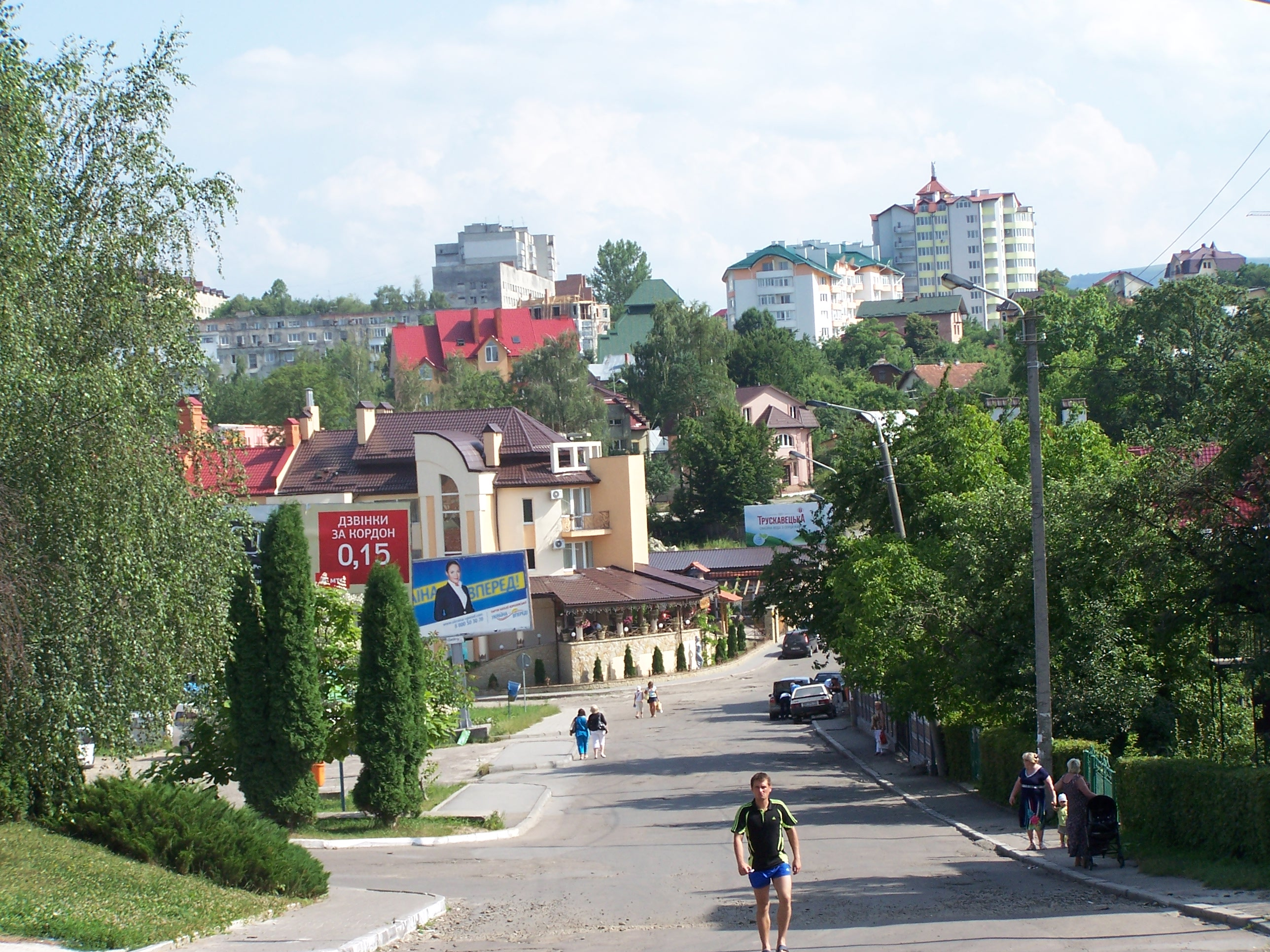
Вулиця Сидора Воробкевича

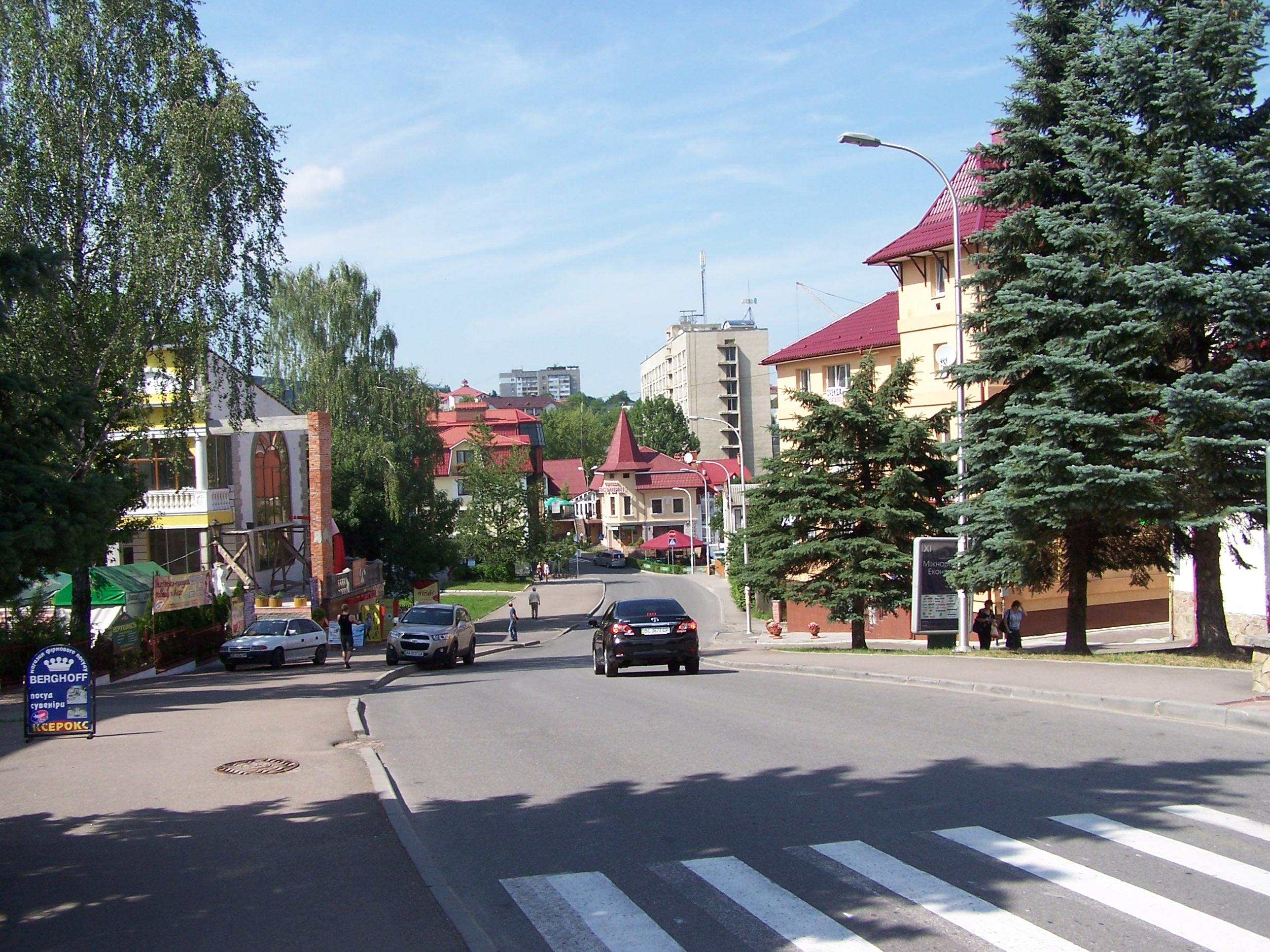
Вулиця Героїв УПА

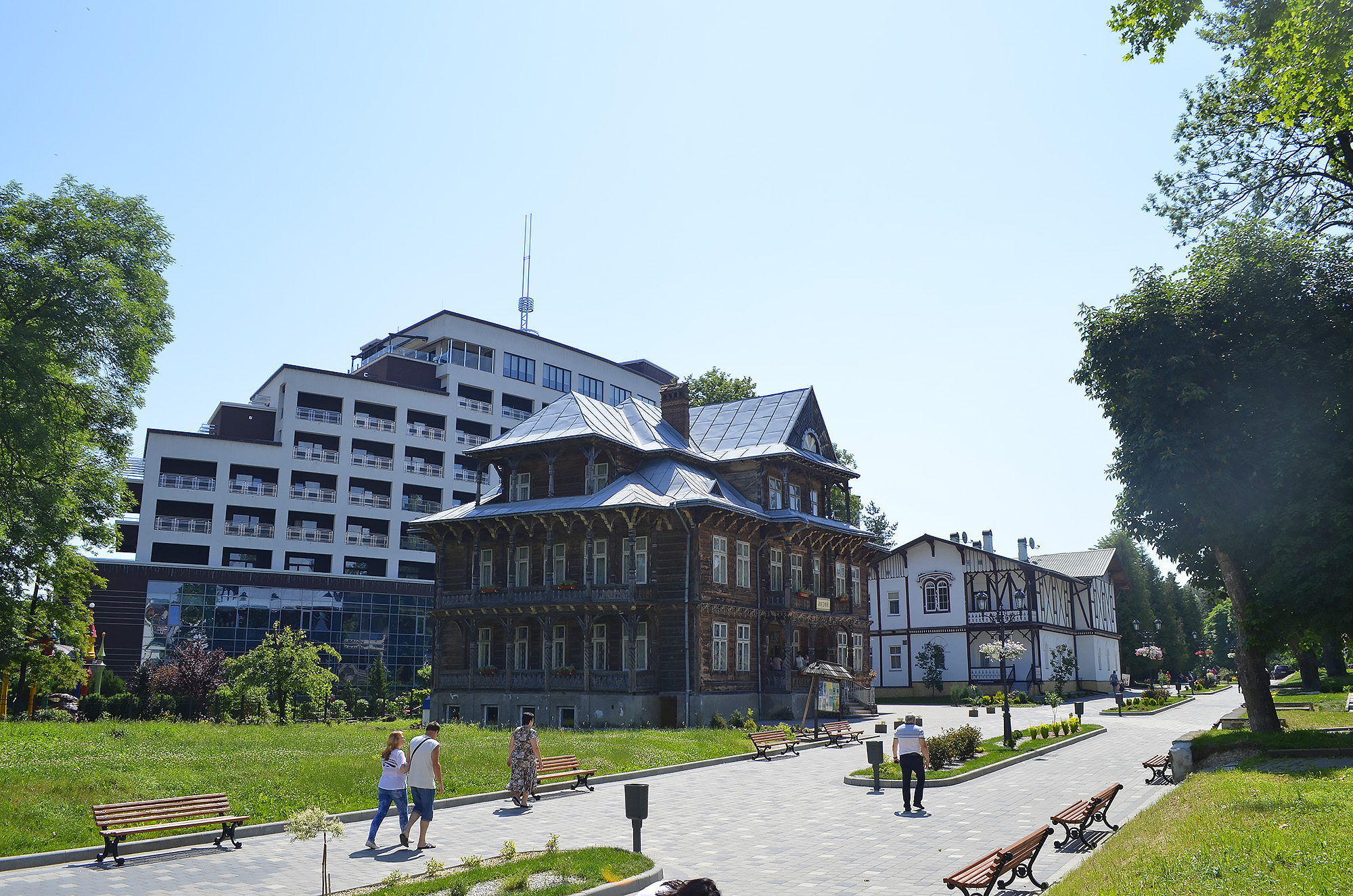
Майдан Кобзаря

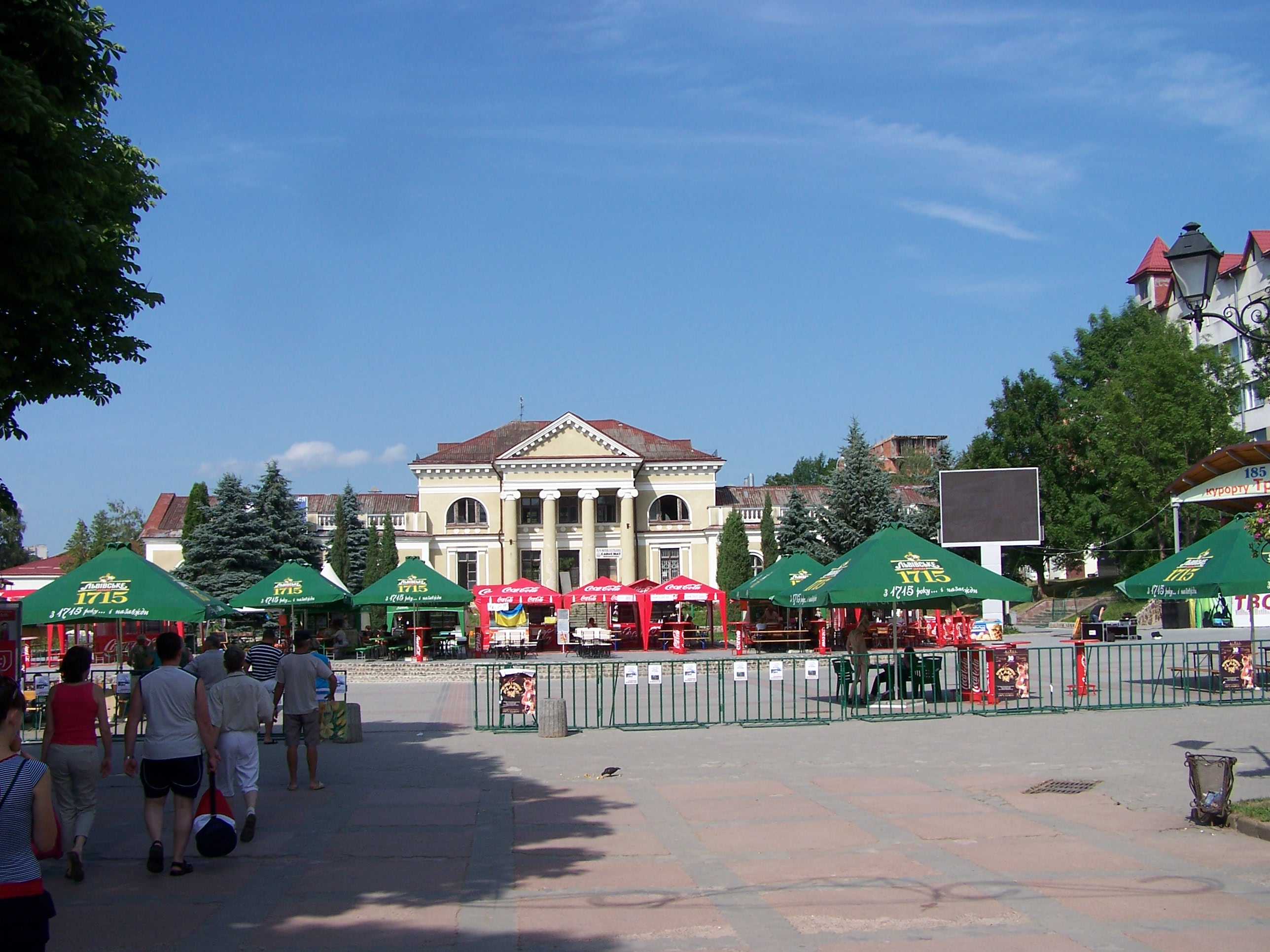
Площа Незалежності

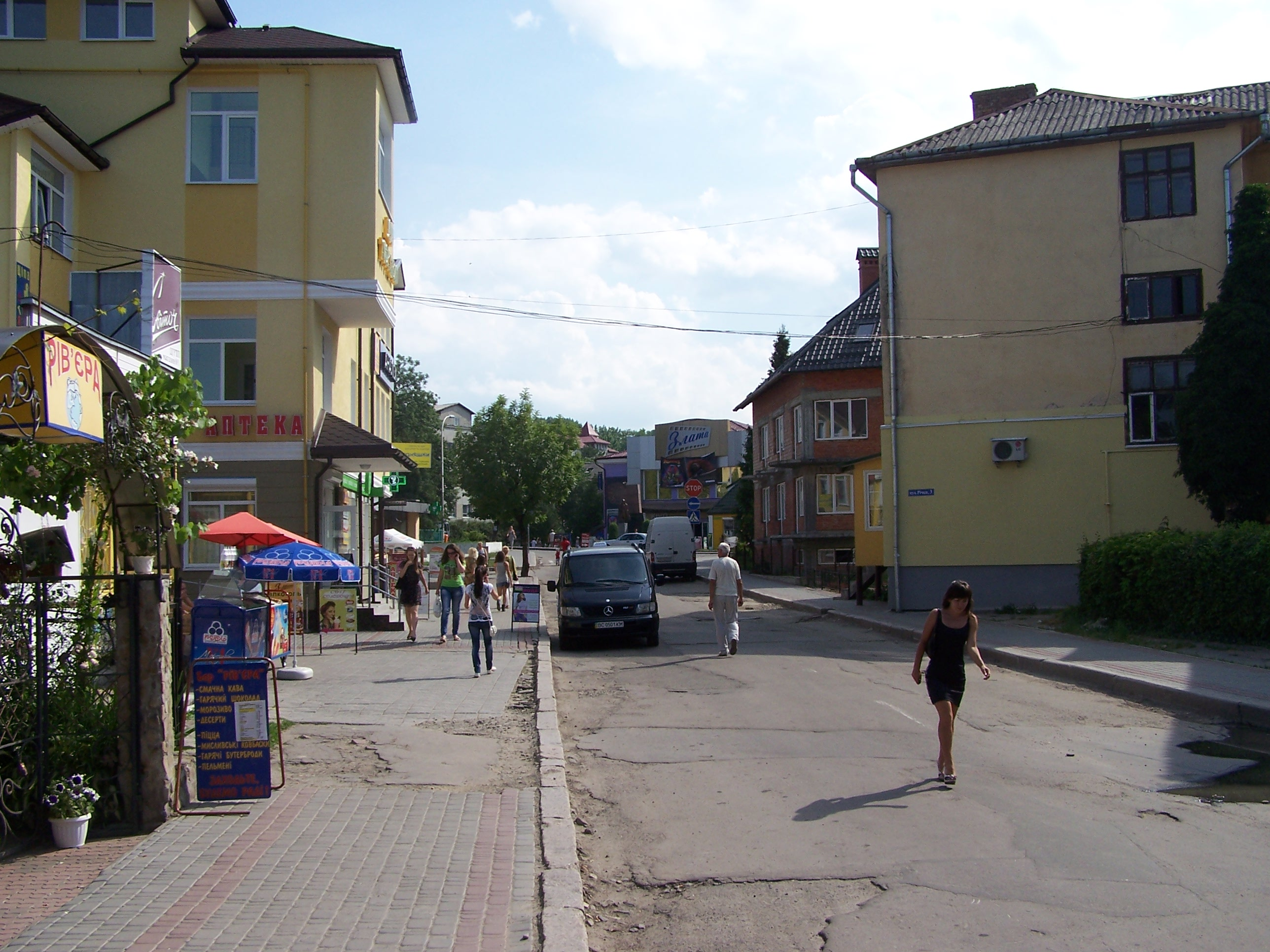
Вулиця Річки

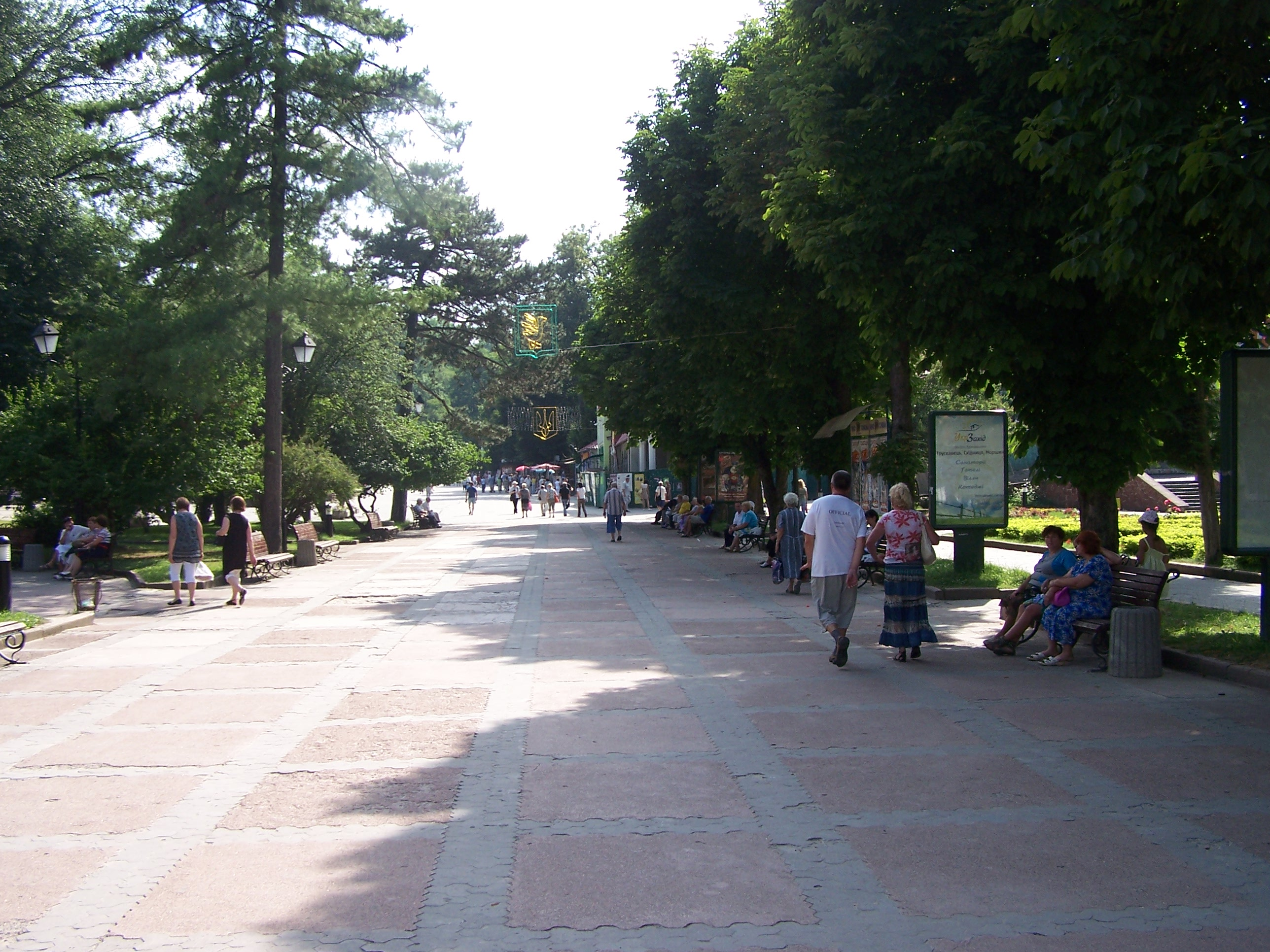
Бульвар Торосевича

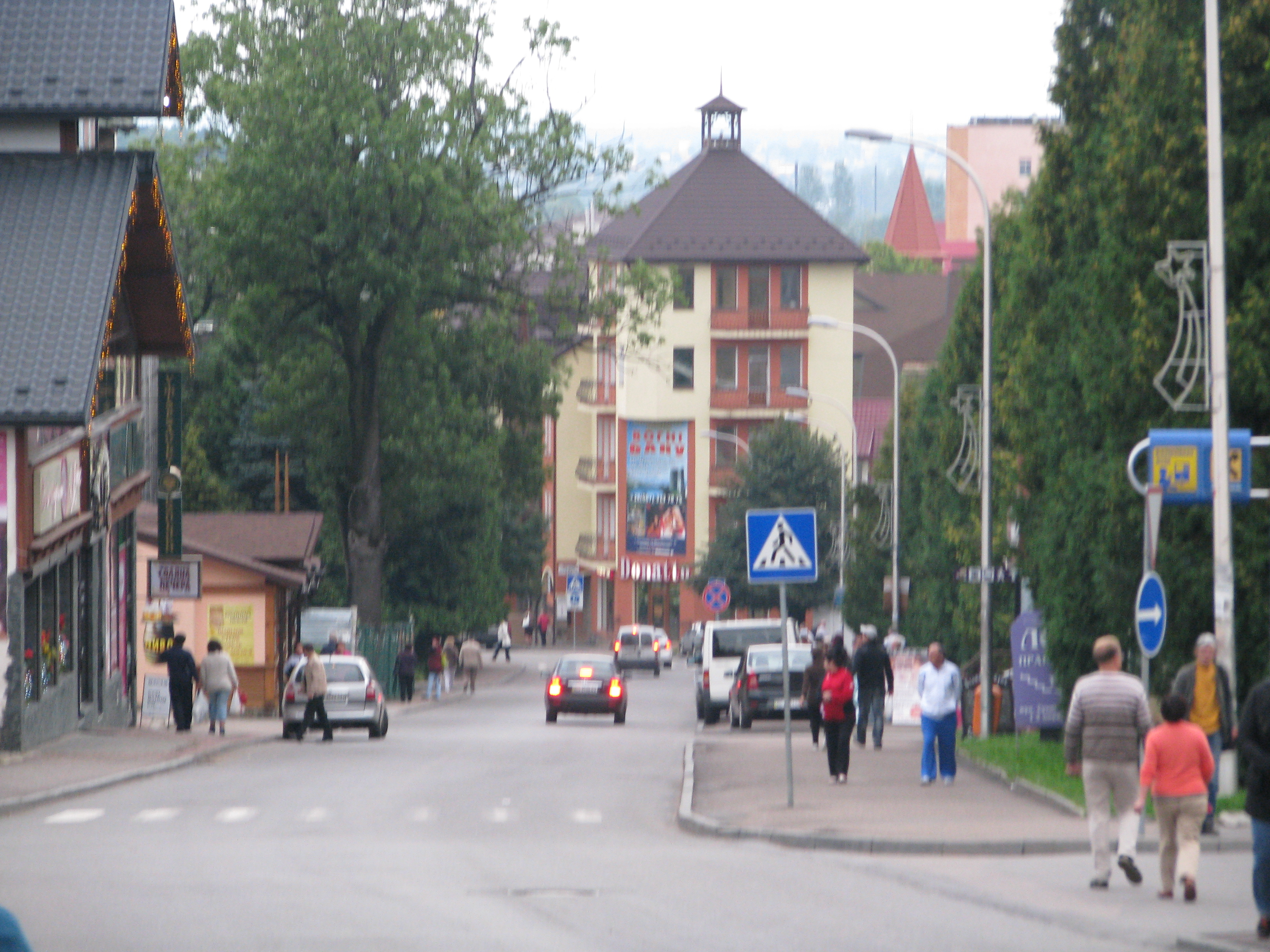
Вулиця Суховоля

| Назва                  | Тип      | Колишні назви (в т. ч. польські, які збігаються з теперішніми)           | Примітки |
| ---------------------- | -------- | ------------------------------------------------------------------------ | --- |
| Антонича               | вулиця   | ulica Sołtusy, вулиця Островського, вулиця Богдана-Ігора Антонича        | Богдан-Ігор Антонич — український поет, прозаїк, перекладач, літературознавець.                                                                    |
| Степана Бандери        | вулиця   | Główna Zdrojowa ulica + ulica Na Pomiarki, вулиця Леніна, Сонячна вулиця | Степан Бандера — голова Проводу ОУН-Б. |
| Василя Біласа          | вулиця   | Kolejowa ulica, Вокзальна вулиця, Залізнична вулиця                      | Василь Білас — член дрогобицької бойової групи ОУН.                                                                                                |
| Бойківська             | вулиця   | вулиця Кірова                                                            | |
| Бориславська           | вулиця   | Borysławska ulica                                                        | |
| Дмитра Бортнянського   | вулиця   | вулиця Глінки                                                            | Дмитро Бортнянський — український композитор, співак і диригент.                                                                                   |
| Івана Вишенського      | вулиця   | вулиця Герцена                                                           | |
| Воробкевича            | вулиця   | Zielona ulica, вулиця Щорса                                              | |
| Воробкевича            | площа    |                                                                          | До площі адресовано будинок з кадастровим номером 4611500000:02:014:0052.                                                                          |
| Данила Галицького      | вулиця   | вулиця Дімітрова                                                         | |
| Героїв УПА             | вулиця   | Радянська вулиця, вулиця Рад                                             | |
| Миколи Гоголя          | вулиця   | Cerkiewna ulica, вулиця Гоголя                                           | |
| Городище               | вулиця   | Курортна вулиця                                                          | |
| Михайла Грушевського   | вулиця   | вулиця Свердлова                                                         | |
| Данилишиних            | вулиця   | вулиця Мічуріна, вулиця Василя Симоненка                                 | |
| Джерельна              | вулиця   | ulica Stroma, Жовтнева вулиця                                            | |
| Олекси Довбуша         | вулиця   | вулиця Довбуша                                                           | |
| Олександра Довженка    | вулиця   | вулиця 40-річчя Перемоги                                                 | |
| Дрогобицька            | вулиця   | Drohobycka ulica                                                         | |
| Юрія Дрогобича         | бульвар  | Łazienna ulica, вулиця Карла Маркса                                      | |
| Марії Заньковецької    | вулиця   | вулиця Баумана                                                           | |
| Володимира Івасюка     | вулиця   | вулиця 50-річчя Жовтня                                                   | |
| Карпатська             | вулиця   | Курортна вулиця                                                          | |
| Кобзаря                | майдан   | площа перед Палацом культури імені Тараса Шевченка                       | |
| Ольги Кобилянської     | вулиця   | вулиця Чернишевського                                                    | |
| Івана Котляревського   | вулиця   | вулиця Пушкіна                                                           | |
| Михайла Коцюбинського  | вулиця   | вулиця Чапаєва                                                           | |
| Уляни Кравченко        | вулиця   | Комсомольська вулиця                                                     | Уляна Кравченко — перша на західній Україні поетеса, чиї твори стали популярними.                                                                  |
| Соломії Крушельницької | вулиця   | ulica Za torem Kolei, ulica Za torem Kolejowym, Першотравнева вулиця     | |
| Пантелеймона Куліша    | вулиця   | вулиця Маяковського                                                      | |
| Леся Курбаса           | вулиця   | вулиця Чехова                                                            | |
| Сергія Лазо            | вулиця   |                                                                          | |
| Миколи Лисенка         | вулиця   | ulica Niecala, вулиця Миколи Лисенко                                     | |
| Івана Мазепи           | вулиця   | вулиця Філатова                                                          | |
| Макаренка              | вулиця   |                                                                          | |
| Ярослава Мудрого       | вулиця   | вулиця Льва Толстого                                                     | |
| Незалежності           | площа    | площа Леніна                                                             | |
| Помірецька             | вулиця   | ulica Na Pomiarki, вулиця Дзержинського                                  | Помірки — урочище на схід від Трускавця. |
| Олекси Пристая         | вулиця   | Карпатська вулиця                                                        | Олекса Пристай — священник, письменник-мемуарист, автор 4-х томних спогадів «Із Трускавця у світ хмародерів», прадід письменника Тараса Прохаська. |
| Різняка-Макомацького   | вулиця   |                                                                          | |
| Річки                  | вулиця   | Cicha ulica + ulica Na Rzeczkach, вулиця Терешкової                      | Під вулицею протікає річка Воротище. |
| Роксолани              | вулиця   | вулиця Гагаріна                                                          | |
| Петра Сагайдачного     | вулиця   | вулиця Калініна                                                          | |
| Садова                 | вулиця   |                                                                          | |
| Василя Симоненка       | вулиця   | вулиця Мічуріна                                                          | |
| Січових Стрільців      | майдан   | площа біля церкви                                                        | |
| Скоропадського         | вулиця   |                                                                          | |
| Стебницька             | вулиця   | Stebnicka ulica                                                          | |
| Василя Стефаника       | вулиця   | вулиця Котовського                                                       | |
| Василя Стуса           | вулиця   | вулиця 150-річчя Курорту                                                 | |
| Суховоля               | вулиця   | ulica Suchawola, вулиця Горького                                         | |
| Тихий                  | провулок |                                                                          | |
| Торосевича             | бульвар  | ulica Deptak + Chodnik do Źródeł, проспект Міцкевича                     | |
| Лесі Українки          | вулиця   |                                                                          | |
| Івана Франка           | вулиця   | Szkolna ulica                                                            | |
| Богдана Хмельницького  | вулиця   |                                                                          | |
| Марка Черемшини        | вулиця   | вулиця Лермонтова                                                        | |
| В'ячеслава Чорновола   | площа    |                                                                          | |
| Маркіяна Шашкевича     | вулиця   | вулиця Ватутіна                                                          | |
| Тараса Шевченка        | вулиця   | Objazdowa ulica                                                          | |